# Narayana umbrosa
Narayana umbrosa är en insektsart som beskrevs av William Lucas Distant 1906. Narayana umbrosa ingår i släktet Narayana och familjen sköldstritar. Inga underarter finns listade i Catalogue of Life.